# Loréne Bourguignon
Loréne Ruth Bourguignon (Rotterdam, 12 juli 1957) is een Nederlandse beeldend kunstenaar, werkzaam als kunstschilder, die woont en werkt in Rotterdam. Ze is vooral bekend van haar zelfportretten.

## Levensloop
Bourguignon is geboren en getogen in Rotterdam, en studeerde schilderkunst aan de Academie voor Beeldende Kunsten te Rotterdam van 1985 tot 1989. Hierna studeerde ze nog een jaar aan het Art Students League of New York.
Sinds 1990 werkt Bourguignon als kunstschilderes, waarbij ze tot 1993 in New York verbleef. Daarna keerde ze terug naar Rotterdam, waar ze sindsdien woont en werkt. Ze was Residence in the ‘Loft New York’ (USA) van de Mondriaan Stichting in 1994, en artist-in-residence in Antwerpen in 2000.
In 1991 had ze haar eerste groepsexpositie, getiteld "Boeken, Unica en kleine oplagen," bij Galerie Phoebus in Rotterdam, waar ze sindsdien met enige regelmaat exposeert. In 1995 stond ze ook met Phoebus op de Galerie '95 in de Kunsthal Rotterdam. Geleidelijk heeft ze meer naam gemaakt, en is haar werk in een bredere kring over het land geëxposeerd.
In het nieuwe millennium volgde ze 2005-06 een opleiding Beroepskunstenaar In de Klas bij, en geeft naast haar autonome werk les in onder andere het basisonderwijs. Op 9 oktober 2012 was Bourguignon te zien in het programma Sterren op het Doek van Omroep MAX. Hierin schilderde ze een portret van zangeres, actrice en presentatrice Simone Kleinsma.

## Werk
De constante in het werk van Bourguignon zijn de zelfportretten, die ze gedurende haar gehele schildercarrière is blijven maken. Een belangrijke motivatie daarbij is zelfanalyse. In de expositie Portretten van de 21e eeuw in het Gorcums Museum in 2010 hing haar werk naast het werk van kunstenaars als Philip Akkerman, Silvia B., Ruud van Empel, Gert Germeraad, Lique Schoot, Joost van den Toorn, en Barbara Wijnveld.

### Motieven en motivatie
In een interview uit 1998 na tien jaar zelfportretten, stelde Bourguignon dat het thema als geen ander zo verrassend is. Het is geen ijdelheid of narcisme, want haar werkwijze levert ook geen ijdele afbeeldingen.
... Ze zijn minder herkenbaar als beeltenis van Bourguignon. Sommige portretten drukken bijna een personificatie uit van abstracte deugden en ondeugden, zoals wijsheid, leedvermaak, berusting of onschuld.
In haar oudere zelfportretten in olieverf wordt de kijker soms argwanend aangekeken. Doordat het beeld vanuit een laag camerastandpunt is opgezet, lijkt de oogopslag in het portret uit de hoogte en arrogant. Bourguignon (1998) verklaarde:
Ogen zijn toch de belangrijkste onderdelen van het gezicht ... Je observeert en communiceert daarmee. Door de close-up opnames heb ik geprobeerd zicht op dit onderdeel te krijgen. Dit viel niet mee. Er waren mensen die bang van die ogen waren, die niet naar zo'n schilderij konden kijken.
In de latere zelfportretten van de jaren 1990 zijn de specifieke gelaatstrekken omgebogen "in de richting van algemeen herkenbare portretten." Hierbij strekt de abstracte kunst tot voorbeeld.

### Ontwikkeling van werkwijze
De zelfportretten van Bourguignon worden op een eigen karakteristieke wijze opgezet, zoals in een artikel uit 1995 wordt verklaard:
Loréne Bourguignon maakt uitsluitend zelfportretten. Ze maakt daarvoor gebruik van polaroids met close-ups en details van haar gezicht vanuit allerlei vreemde hoeken genomen. Van recente datum zijn haar heliogravures, een techniek waarbij fotografische opnames worden geëtst. De, overwegend kleine, schilderijen zijn vreemd van sfeer doordat de vormen van het gezicht wazig en vaag geworden zijn met de vele laagjes verf die over elkaar heen zijn aangebracht. De gezichten worden zo tot abstracte beelden die je 'leest' alsof het landkaarten vol codes zijn.
Met de tijd heeft Bourguignon wel enige variatie gebracht in haar werkwijze, zoals een recensie uit 1999 meldde:
... De meeste foto's zijn onscherp en geven een vervormd beeld van het gezicht van de kunstenaar. De wazige beelden, genomen vanuit extreme standpunten, resulteren in nauwkeurig geschilderde doeken waarin neuzen groteske vormen aannemen en donkere wallen op de voorgrond treden.
Vanaf het nieuwe millennium is ze ook beeldbewerking op de computer gaan gebruiken bij de uitvoering, zoals een recensie uit 2005 meldde: 
[Bij de opzet van haar werk] ... zijn de gefotografeerde gezichten in de computer in vier kleuren gescheiden. Vervolgens zijn bij het maken van de vierkleurendruk niet het geijkte rood, geel, blauw en zwart gebruikt, maar pasteltinten. De afstand tot het unieke en gelijkende zelfportret wordt hierdoor steeds groter.
De schildertechniek blijft toch essentieel, zoals Bourguignon in de catalogus van de Graphosbiënnale 2011 (p. 94) nog eens uitlegde:
Bij aanvang is er sprake van een ‘leeg’ zelfportret; de distantie tussen mijzelf en het portret is maximaal. Door in dunne laagjes over elkaar heen te schilderen blijft deze distantie lang bewaard, maar al schilderend begint het portret toch een eigen gezicht te krijgen.
Ze werkt nog steeds vanuit polaroidfoto’s, die nu meer "at random" worden genomen.

## Exposities, een selectie
- 1991. Boeken, Unica en kleine oplagen. Galerie Phoebus, Rotterdam.[4]
- 1992. Boeken, een vervolg. Galerie Phoebus, Rotterdam.[10]
- 1995. Galerie '95. Kunsthal Rotterdam.
- 1996. Loréne Bourguignon, zelfportretten, Stedelijk Museum Het Domein, Sittard.
- 2005. Zelfportretten van Loréne Bourguignon. Galerie Phoebus.
- 2010. Portretten van de 21e eeuw. Gorcums Museum.
- 2014/15. Grafiek & Ruimte, Pulchri Grafiek-Biënnale, Den Haag.
- 2016. Up Memory, 30 years RAM Foundation, Rotterdam.

## Publicaties, een selectie
- Miriam van Rijsingen. Wat ik zie: Loréne Bourguignon, zelfportretten 1990-1998. Rotterdam : Phoebus, 1998.

Artikelen, een selectie
- Flora A. Stiemer. "Deugd en ondeugd in zelfportretten," Algemeen Dagblad, 2 februari 1998.
- Paul Bogaers e.a. (red.). "Loréne Bourguignon, portretten," Tortuca: tijdschrift voor Literatuur & Beeldende Kunst, nr. 1, 2000.
- Sandra Smets. "Loréne Bourguignon," Rotterdamsch Dagblad, 24 december 2002.